# Coupe de la Ligue française féminine de water-polo 2013-2014
Cet article traite de l'épreuve féminine. Pour la compétition masculine, voir Coupe de la Ligue française de water-polo masculin 2013-2014.
Navigation
Coupe de la Ligue 2014-2015
La Coupe de la Ligue de water-polo 2013-2014 est la 1re édition de la Coupe de la Ligue de water-polo française, organisée par la Ligue promotionnelle de water-polo.

## Modalités
Les six équipes de Pro A, sont qualifiées pour la Coupe de la Ligue qui se dispute à la Piscine Marx Dormoy à Lille le 19 au 20 octobre 2013. Le club organisateur, le Lille Métropole Water-Polo, remporte la première édition de cette compétition aux dépens de l'Olympic Nice Natation, champion de France en titre.

## Phase finale
|  | Quarts-de-finale 19 octobre 2013 | Quarts-de-finale 19 octobre 2013 |                             |                             | Demi-finales 19 octobre 2013 | Demi-finales 19 octobre 2013 |  |  | Finale 20 octobre 2013      | Finale 20 octobre 2013      |
|  | Quarts-de-finale 19 octobre 2013 | Quarts-de-finale 19 octobre 2013 |                             |                             | Demi-finales 19 octobre 2013 | Demi-finales 19 octobre 2013 |  |  | Finale 20 octobre 2013      | Finale 20 octobre 2013      |
|  |                                  |                                  |                             |                             |                              |                              |  |  |                             |                             |
|  | Piscine Marx Dormoy à Lille      | Piscine Marx Dormoy à Lille      |                             |                             | Piscine Marx Dormoy à Lille  | Piscine Marx Dormoy à Lille  |  |  | Piscine Marx Dormoy à Lille | Piscine Marx Dormoy à Lille |
|  | Piscine Marx Dormoy à Lille      | Piscine Marx Dormoy à Lille      |                             |                             | Piscine Marx Dormoy à Lille  | Piscine Marx Dormoy à Lille  |  |  | Piscine Marx Dormoy à Lille | Piscine Marx Dormoy à Lille |
|  | Piscine Marx Dormoy à Lille      | Piscine Marx Dormoy à Lille      | Lille Métropole Water-Polo  | 21                          |                              |                              |  |  | Piscine Marx Dormoy à Lille | Piscine Marx Dormoy à Lille |
|  | ASPTT Nancy                      | 2                                | Lille Métropole Water-Polo  | 21                          |                              |                              |  |  | Piscine Marx Dormoy à Lille | Piscine Marx Dormoy à Lille |
|  | ASPTT Nancy                      | 2                                | ASPTT Nancy                 | 3                           |                              |                              |  |  | Piscine Marx Dormoy à Lille | Piscine Marx Dormoy à Lille |
|  | SN Taverny 95                    | 16                               | ASPTT Nancy                 | 3                           |                              |                              |  |  | Piscine Marx Dormoy à Lille | Piscine Marx Dormoy à Lille |
|  | SN Taverny 95                    | 16                               | Piscine Marx Dormoy à Lille | Piscine Marx Dormoy à Lille | Lille Métropole Water-Polo   | 13                           |  |  |                             |                             |
|  | Piscine Marx Dormoy à Lille      |                                  | Piscine Marx Dormoy à Lille | Piscine Marx Dormoy à Lille | Lille Métropole Water-Polo   | 13                           |  |  |                             |                             |
|  |                                  | Olympic Nice Natation            | Piscine Marx Dormoy à Lille | Piscine Marx Dormoy à Lille | 2                            |                              |  |  |                             |                             |
|  | NC Saint-Jean d'Angély           | Olympic Nice Natation            | Piscine Marx Dormoy à Lille | Piscine Marx Dormoy à Lille | 2                            | 12                           |  |  |                             |                             |
|  | NC Saint-Jean d'Angély           | Olympic Nice Natation            | 14                          |                             |                              | 12                           |  |  |                             |                             |
|  | USB Bordeaux                     | Olympic Nice Natation            | 14                          | 17                          |                              |                              |  |  |                             |                             |
|  | USB Bordeaux                     | USB Bordeaux                     | 4                           | 17                          |                              |                              |  |  |                             |                             |
|  |                                  | USB Bordeaux                     | 4                           | Match pour la 3e place      |                              |                              |  |  |                             |                             |
|  |                                  |                                  |                             |                             |                              |                              |  |  |                             |                             |
|  | Piscine Marx Dormoy à Lille      |                                  |                             |                             |                              |                              |  |  |                             |                             |
|  |                                  |                                  |                             |                             |                              |                              |  |  |                             |                             |
|  | USB Bordeaux                     | 12                               |                             |                             |                              |                              |  |  |                             |                             |
|  | USB Bordeaux                     | 12                               |                             |                             |                              |                              |  |  |                             |                             |
|  | ASPTT Nancy                      | 6                                |                             |                             |                              |                              |  |  |                             |                             |
|  | ASPTT Nancy                      | 6                                |                             |                             |                              |                              |  |  |                             |                             |

## Classement
| Rang                       | Équipe                     |
| -------------------------- | -------------------------- |
| Médaille d'or, Europe      | Lille Métropole Water-Polo |
| Médaille d'argent, Europe  | Olympic Nice Natation      |
| Médaille de bronze, Europe | USB Bordeaux               |
| 4                          | ASPTT Nancy                |
| 5                          | NC Saint-Jean d'Angély     |
| 6                          | SN Taverny 95              |